# Radio Bohuslän
Radio Bohuslän är ett nätverk med närradiostationer som sänder över Bohuslän och på internet, reklamfinansierade. 
Startade 1999 i Stenungsund på frekvensen 88,3 MHz, bytte några år senare till 100,5. Sänder idag över tre kommuner, med lokal sändningar i varje kommun.
Driver även en station, Dance 88,3 på Tjörn som ingår i nätverket.

## Frekvenser
- Uddevalla 98,1 MHz
- Lysekil 107,5 MHz
- Munkedal 102,8 MHz
- Stenungsund 100,5 MHz
- Tjörn Radio Bohuslän Dance 88,3 MHz (systerstation i samma nätverk)

## Programledare
Nuvarande
- Krister Samuelsson
- Mikael Berglund
- Jonas Hansson

Tidigare
- Fredrik Ralstrand
- Daniel Nordblom
- Stefan Hansson
- Marcus Larsson
- Peter Johansson
- Jonas
- Robban
- Rickard Johansson